# Die zitternde Frau

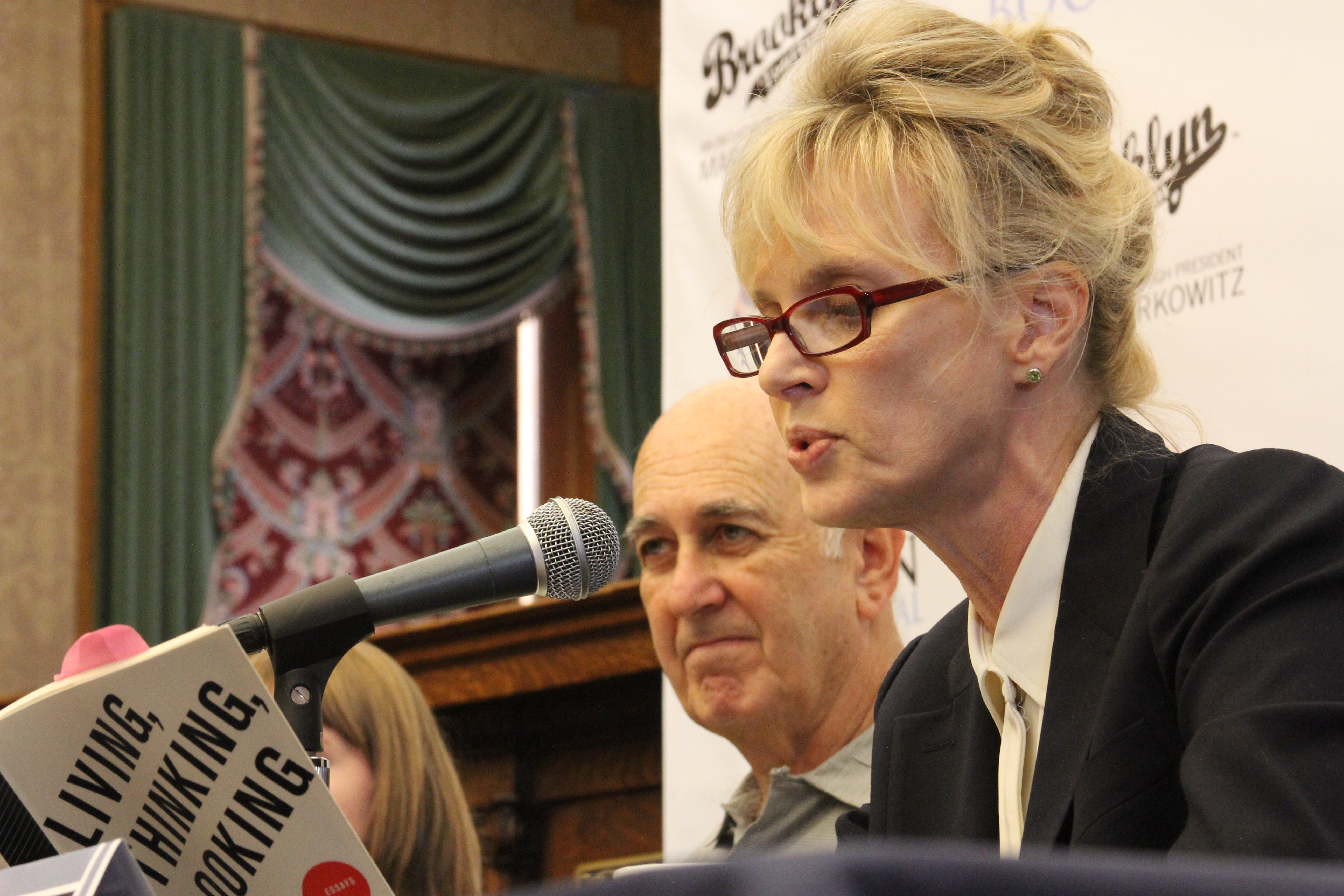
Siri Hustvedt liest aus ihrem Buch Living, Thinking, Looking. Essays. Brooklyn Book Festival 2012.

Die zitternde Frau. Eine Geschichte meiner Nerven (OT: The shaking Woman or A History of My Nerves) sind Titel und Untertitel eines 2010 publizierten und von Uli Aumüller und Grete Osterwald ins Deutsche übersetzten Buches von Siri Hustvedt. Darin berichtet die Autorin von ihrer Zitterattacke, über die Behandlungsmethoden und ihre Recherchen nach den Ursachen der Erkrankung. Dabei gibt sie einen Überblick über Forschungen im Bereich der Neurologie und Psychologie.

## Inhalt

### Überblick
Im Zentrum des Romans stehen die Krankheitsgeschichte der Autorin und ihre Erfahrungen bei der Diagnose und Therapie. Von hier aus gibt sie einen Forschungsüberblick über verschiedene Aspekte der Neurologie und Psychologie, stellt an Fallbeispielen die Komplexität der Erkrankungen dar und bezieht die fachwissenschaftlichen Diskussionen in ihre Untersuchung ein:
- Abgrenzung der Krankheitsbilder und wissenschaftliche Definitionen
- Streit über die Beziehung von Körper und Geist, Neurologie und Psychologie
- Beziehung zwischen der Krankheit und der Biographie des Patienten, seiner Persönlichkeit und seiner Umwelt
- Fragen der Identität, des Wahrnehmungsapparates und der Speicherung und Verarbeitung von Erinnerungen
- Kontroverse Menschenbilder in der Philosophie und Psychologie u. a. bei René Descartes und William James

### Zitterattacke
Ausgangspunkt des Untersuchungsberichts ist eine Rede der Autorin, die sie 2006 bei einer Gedenkfeier für ihren zweieinhalb Jahre zuvor gestorbenen Vater, den Historiker und Skandinavisten Lloyd Merlyn Hustvedt, auf dem Campus des St. Olaf College in Northfield im US-Bundesstaat Minnesota gehalten hat. Dabei erlitt sie eine Zitterattacke am ganzen Körper, wogegen ihre Stimme nicht betroffen war und sie ihre Ansprache zu Ende führen konnte. Von da an machte sie bei anderen Vorträgen und Lesungen die gleiche Erfahrung von einem Auseinanderfallen ihrer Körperfunktionen in einen unkontrollierbaren und einen, wie bisher, funktionierenden Teil. Dazu kam die Angst vor einer Wiederholung dieses Phänomens, was vor den Auftritten vor einem Publikum zu Stresssituationen führte, die sie mit Medikamenten, Betablockern, behandelte.
In ihrem Buch stellt sie diese Situationen dar und berichtet über ihre Recherchen. Die Autorin ist für diese Thematik sensibilisiert, denn seit ihrer Kindheit leidet sie an Migräne mit Schwindelanfällen, teilweise in Verbindung mit einem Schwebegefühl und visuellen Halluzinationen.

### Biographische Bezüge
Die biographischen Bezüge werden nicht in einem geschlossenen Kapitel präsentiert, sondern dienen, über das Buch verteilt, immer wieder als Anker für Recherchen, Reflexionen und Vergleiche mit den Fallstudien und Erfahrungsberichten.
Die Schüttelattacke erlitt die Autorin mit 51 Jahren. Sie wurde 1955 in Northfield geboren und lebte als die Älteste von vier Schwestern anfangs mit ihren Eltern auf dem College-Campus. Sie besuchte die staatlichen Schulen und, nach ihrem Abitur 1973 an der Cathedral School im norwegischen Bergen, dem Wohnort ihrer Tante, das St. Olaf College, wo sie 1977 ihr Studium mit einem B.A. in Geschichte abschloss, bevor sie 1978 zur Columbia University nach New York wechselte  und dort bis 1986 englische Literatur, mit dem Abschluss als PhD, studierte. Seit ihrem 13. Lebensjahr schrieb sie Geschichten und Gedichte und wollte Schriftstellerin werden.
Schon als Säugling hatte Siri Hustvedt Fieberkrämpfe. Seit ihrer Kindheit leidet sie an Migräne, der Schwindelanfälle, teilweise in Verbindung mit einem Erhebungs- und Schwebegefühl, Euphorie und Halluzinationen vorausgehen. Das Phänomen, Stimmen zu hören, liegt offenbar in ihrer Familie: Ihr Vater und zwei Schwestern hatten zeitweise ähnliche akustische Sinnestäuschungen, aber in geringerer Intensität. Ihre Mutter sagte einmal, Siri sei zu empfindlich für diese Welt, und das Kind sah dies jahrelang als einen Charakterfehler an. Später erkannte sie, dass es sich bei ihr um das Phänomen einer Mirror-touch- oder Berührungssynästhesie handelt.
Ihr ganzes Leben verbringt sie „im Grenzgebiet der Kopfschmerzen“. Sie wacht an den meisten Tagen mit Migräne auf, die dann abklingen, so dass sie arbeiten kann. Mit Biofeedback-Übungen beruhigt sie ihr Nervensystem. Sie hatte zwei Anfälle von „Status migrainosis“, die beide ungefähr ein Jahr dauerten. Im Sommer 1982 wurde sie nach einem Migräneanfall in einer Pariser Galerie acht Tage in der Neurologie im Mount Sinai Medical Center untersucht und anschließend mit Medikamenten behandelt. Diese Erkrankungen fielen zusammen mit der ersten Publikation eines Gedichts in The Paris Review, der Veröffentlichung ihres ersten Buches Reading to You (1981) und der Heirat mit dem Schriftsteller Paul Auster (1982), den sie ein Jahr zuvor kennengelernt hatte.
Als ihr Vater Anfang 2004 starb, schrieb seine Tochter an einem Buch, das „teilweise eine imaginäre Version seines Lebens war“. Dazu las sie mehrmals seine Memoiren und Briefe, die er im Zweiten Weltkrieg als Soldat an seine Eltern geschrieben hatte und in denen er über traumatische Erinnerungen und Flashbacks berichtete, und tippte sie ab: Dadurch „gewannen seine Worte eine physische Realität, jenseits dessen, was ich erfahren konnte, wenn ich sie nur las“. Viereinhalb Jahre dauerte diese Arbeit und 2006, als sie die Gedenkrede hielt, war sie mit dem Roman in der Schlussphase.

### Studium der Fachliteratur
Seit 2004, lange vor der Zitterattacke, veröffentlicht die Autorin Essays über die Schnittstellen zwischen Philosophie, Psychoanalyse und Neurowissenschaft in akademischen Zeitschriften und hält Vorträge an Universitäten: z. B. Auszüge aus einer Geschichte des verwundeten Selbst. Samtiden (Norwegen), November 2004. Persönliche und unpersönliche Worte. Henry James. Die Bostoner. Barnes and Nobles Classics, New York, 2005. Wenn der Protaganist [sic] ein Psychoanalytiker ist: Eine Untersuchung der Beziehung zwischen Psychoanalyse und Literatur. Fünfter Jahresvortrag, The Friends of the Newman Library, Baruch College mit dem Postgraduate Center for Mental Health Library Advisory Committee. 4. November 2005. Reflexionen über ein mehr oder weniger verborgenes Wesen. Zeitgenössische Psychoanalyse 46. Sonderheft zu Psychoanalyse und Medien, 2010, S. 224–234. Drei emotionale Geschichten: Reflexionen über Erinnerung, Imagination, Erzählung und das Selbst. Neuropsychoanalysis 13 (2), 2011. Sigmund Freud Lecture in Wien, 2011. Impulsvortrag und Podiumsdiskussion über das Verhältnis von Lebenswissenschaften und Literatur auf der Jahrestagung 2012 der Deutschen Gesellschaft für Amerikastudien in Mainz. Flashbacks. The New York Times, Sunday Review, 18. Februar 2012. Freuds Spielwiese. Salmagundi, Nr. 174–175, Frühling Sommer (2012), S. 59–78. Philosophy Matters in Brain Matters Anfall. European Journal of Epilepsy 22 (2013) 169–173.
Nach ihrem Zitteranfall am Ort ihrer Kindheit und dem Arbeitsplatz ihres Vaters fragt Siri Hustvedt nach neurologischen, psychologischen und biographischen Zusammenhängen und sucht in der Fachliteratur nach Antworten auf ihre Fragen zur Identität und Wahrnehmung und den Assoziationen zwischen Pathologie und Persönlichkeit.

### Krankheitsbilder und Definitionen
Nach den Symptomen bezeichnet die medizinische Wissenschaft ihre Erkrankungen seit der Antike mit verschiedenen Begriffen: Epilepsie, Hysterie, Konversionsstörung, Dissoziation, dissoziative Bewusstseinsstörung, Schizophrenie, Neuropathie. Allerdings unterscheiden sich die Definitionen und Abgrenzungen, was an den Änderungen bei den Klassifikationen und beispielsweise an der Verschiebung der Hysterie von der Neurologie zur Psychiatrie sichtbar wird. Noch gravierender sind die Unterschiede der Ursachenerklärung und der Behandlungsmethoden. Einig sind sich die Ärzte nur darin, dass es sich um neurologische oder psychische Störungen einzelner oder mehrerer Bereiche der Wahrnehmung, des Bewusstseins, des Gedächtnisses, der Identität und der Motorik handelt, die sich der Willenskraft und Selbstdisziplin entziehen.

### Übertragungsphänomene
Hustvedt fokussiert in diesem Zusammenhang Übertragungsphänome, wie die bei sich selbst beobachtete Berührungs-Synästhesie und ihre starke gefühlsmäßige Reaktion auf Farben, das dem Stendhal-Syndrom zugeordnet wird und sich bei ihr mit Migräne und explodierenden Kopfschmerzen verbindet, und berichtet über die Qualia-Debatte, in der subjektive Zustände, der phänomenal persönliche Erlebnisgehalt der Welterfahrung des Einzelnen nicht durch die Funktion die neuronalen Schaltkreise und Informationsverarbeitungssysteme erklärt werden können. Während der Krankheit ihres Vaters fühlte sie im Traum seine Schmerzen, als wäre sie in seinem Körper. Diese starke Identifizierung ist für sie ein Erklärungsmodell für ihre Schüttelattacke während ihrer Rede am Ort ihrer gemeinsamen Jahre.

### Körper-Geist-Diskussion
Hustvedt kritisiert v. a. die Dogmen der wissenschaftlichen Schulen, z. B. die Verbindung der Hysterie mit Frauen, während man bei verletzten Soldaten mit ähnlichen Symptomen von Posttraumatischen Belastungsstörungen sprach. Grundsätzlich widerspricht sie mit António R. Damásio der Descartschen Körper-Geist-Dualität und, entsprechend der Trennung von Neurologie und Psychologie, der Körper-Geist-Dualität. Hustvedt ist überzeugt von einer ganzheitlichen Betrachtung und orientiert sich, v. a. an Damásios Untersuchungen über die Wechselwirkungen zwischen Körper und Bewusstsein, die den unauflösbaren Zusammenhang zwischen Körper und Geist und deren sich ständig gegenseitige Beeinflussung ergaben. Ein weiteres Vorbild ist für sie Oliver Sacks, der vom russischen Neuropsychologen Lurija beeinflusst, auf die medizinisch-literarische Tradition des 19. Jahrhunderts zurückgreift, die bei der wissenschaftlichen Betrachtung den kranken Menschen und seine Lebensgeschichte fokussiert.
Ansätze für die zeitgenössischen ganzheitlichen Hypothesen findet Hustvedt bei Forschern des 19. Und 20.Jhs.: Pierre Janet und Sigmund Freud, die bei der Hysterie-Untersuchung unterbewusste Vorgänge, Verdrängungen und Autosuggestionen vermuteten und sich von der rein neurologischen Hypothese ihres Lehrers Jean-Martin Charcot absetzten. Deren Auffassung sieht sie durch neuzeitliche Kognitionsforschungen bestätigt. Allerdings stellt sich den Wissenschaftlern nach wie vor die Frage, wie die gemessenen Veränderungen auf der neuralen und die Beobachtungen auf der psychischen Ebene miteinander zusammenhängen und ob Tierexperimente auf den Menschen mit seinem komplexeren Bewusstsein übertragbar sind.
Im Schlussteil ihres Buches kritisiert die Autorin die wissenschaftliche Kategorisierung und Abgrenzungen der psychisch-organischen Erkrankungen und den Dogmatismus einzelner Forscher im Bereich der biologischen, entwicklungsgeschichtlichen, genetischen, neuronalen, psychologischen, umwelt- und sozialisationsbedingten Faktoren. Sie sieht ihre Erfahrung bestätigt durch eine Reihe bekannter Wissenschaftler und Künstler.
Für Hustvedt muss im Einzelschicksal des Patienten alles in Verbindung miteinander gesetzt werden. Wie William James es in The Principles of Psychology beschreibt, betrachtet sie das Selbst des Menschen als elastisch: „[E]s schrumpft und wächst je nach Persönlichkeit und von Augenblick zu Augenblick im Leben des Einzelnen […] Vielleicht weil der Umriss meines Selbst irgendwie verschwommen ist, […] stelle ich mit gern vor, wir nähmen die Welt in uns auf und bewegten uns zugleich in sie hinaus, Bewegung wäre Bestandteil eines Selbstgefühls, das andere mit einbezieht. […] Wir enthüllen kein Universum aus starren Objekten, unabhängig von allen Blicken und Gedanken, es gibt eine intersubjektive Welt gemeinsamer Sprachen, Bilder, Motive und anderer Menschen und ich bin überzeugt, dass eine mehr oder weniger große Offenheit für diese Worte, Bilder und Personen möglich ist.“

### Ausweg
Nach vielen Untersuchungen, z. B. Hirn-MRT, bei denen keine Organveränderungen entdeckt wurden, Diagnosen und Therapien ist ihr bewusst, dass die Krankheit ein Teil ihrer Person ist, vielleicht Damásios „Kernselbst“, und dass die ständige Beschäftigung damit sie in einem Muster rastloser krankhafter Wiederholung gefangen hält. Mit Fjodor Dostojewskis Fürst Myschkin fragt sie: „Was liegt daran, dass es Krankheit ist?“. Sie resümiert: „Die Kopfschmerzen und ich, und das zu begreifen, war meine Rettung. Vielleicht besteht der nächste Trick darin, auch die zitternde Frau zu integrieren, mir einzugestehen, dass auch sie Teil meiner selbst ist“. Durch Konzentration aller Energien auf ihre Schreibaufgaben und auf schöne Erinnerungen kann sie, zumindest vorübergehend, die Schmerzen verdrängen.
Als Prolog hat die Autorin ein Gedicht von Emily Dickinson gewählt:
Ich fühlt‘ den Spalt in meinem Geist,

als wär‘ mein Hirn zerteilt;

Zusammennähen wollt‘ ich es,

doch blieb es ungeheilt.

## Rezeption
Hustvedts zwischen einer dicht erzählten Novelle und einem spröden, anmerkungsreichen Forschungsbericht einer universitären Seminararbeit eingeordnetes Buch ist überwiegend positiv rezipiert worden. Gelobt wird einmal das Fachwissen der Autorin: Mit der „Geschichte meiner Nerven“ habe sie „eine glasklare Medizingeschichte der Hysterie, Epilepsie und Migräne vorgelegt“. Sie erzähle weniger von sich, sondern analysiere sich „als Trägerin ihrer Störung, und zwar auf höchstem Niveau“. Hustvedt werde „gleichsam zur Ärztin ihrer selbst, indem sie sich als Analytikerin der Medizingeschichte betätig[e], deren Teil sie [sei]“. An ihrer Geschichte zeige sie „die ganze Absurdität des modernen Wissenschaftsglaubens in einer pluralisierten Expertenlandschaft“. Literatur, sagt Hustvedt, könne manchmal mehr wissen als all das Erforschte zusammen.
Zweitens würdigen die Rezensenten die Aufbereitung und Darbietung der wissenschaftlichen Fachliteratur. „[D]ie erstaunlich klare und diskrete Sachlichkeit von Hustvedts Selbsterkundung“ zerstreue die anfängliche Befürchtung, „nun werde man auf intimen Schleichwegen zum fantasierten Vatermord inklusive lähmender Schuldgefühle geführt und unterwegs mit allerhand Privatem aus dem Hause Hustvedt behelligt, das einem von der kleinen Siri und einem übermächtigen Papa erzählt. Davon kann in diesem Buch, das Privates kaum preisgibt, die Rede nicht sein. Es ist, auf dem Markt der selbstbefangenen Krankheitsreporte, von einer verblüffenden Diskretion.“ Diese Diskretion habe allerdings zwei Seiten. Einerseits schütze sich die Autorin „vor den voyeuristischen Blicken der Leser“. Andererseits wirke die Darstellung „seltsam entfremdet“, als suche die Autorin „unter verzweifelten intellektuellen Anstrengungen ein verlorenes Spiegelbild wieder, ein Bild, auf dem sie sich endlich wieder ganz sieht, mit Körper, Geist und Seele“. Das große Verdienst der „am eigenen Leib forschenden Erzählerin“ sei es, „in Erinnerung zu rufen, dass Krankheit kein vom Kranken unabhängig existierendes Abstraktum ist“: „Dass Wissenschaft nicht immer voranschreitet, sondern manchmal auf reduktionistischen Abwegen landet, ist eine der wichtigen Lehren, die wir aus Siri Hustvedts Buch „Die zitternde Frau“ mitnehmen können“.
Während bei einigen Besprechungen die literarische Gestaltung im Vergleich zur Thematik des Buches weniger Beachtung findet, wird bei anderen Rezensionen dieser Aspekt mit einbezogen: Das Buch sei „provokant und amüsant, umfassend und niemals abgehoben“ geschrieben und zeige, „was für eine großartige Erzählerin“ die Autorin ist.

## Ausgaben
Die zitternde Frau. Eine Geschichte meiner Nerven. Rowohlt, Reinbek 2010, ISBN 978-3-498-03002-5 (englisch: The Shaking Woman or A History of My Nerves. 2010. Übersetzt von Uli Aumüller, Grete Osterwald).